# 't Gaverhopke Blondje
 't Gaverhopke Blondje is een Belgisch bier van hoge gisting.
Het bier wordt gebrouwen in Brouwerij 't Gaverhopke te Stasegem. Het is een blond bier met een alcoholpercentage van 6,8% met nagisting op fles.
Dit bier wordt als basisbier gebruikt voor 't Gaverhopke Paasbier en 't Gaverhopke Kriek.